# 2002년 대만의 텔레비전 드라마 목록
다음은 2002년에 타이완의 텔레비전에서 방송되었던 드라마 프로그램을 나열한 목록이다.

## 작품 목록
- 《꽃보다 남자 2》
- 《래아가바》
- 《마랄고교생》
- 《마멀레이드 보이》
- 《설지리적성성》
- 《십팔세적약정》
- 《애정백피서》
- 《재견형화충》
- 《첨녕몽지련》
- 《풍운》

## 같이 보기
- 타이완의 텔레비전 드라마 목록
- 2000년대 타이완의 텔레비전 드라마 목록